# فوگتای (تورینگن)
فوگتای (به آلمانی: Vogtei) یک شهر و و در آلمان است که در اونستروت-هاینیش واقع شده‌است. فوگتای ۴٬۴۵۲ نفر جمعیت دارد.